# Доброміру-дін-Дял
Доброміру-дін-Дял (рум. Dobromiru din Deal) — село у повіті Констанца в Румунії. Адміністративний центр комуни Добромір.
Село розташоване на відстані 144 км на схід від Бухареста, 70 км на захід від Констанци.

## Населення
За даними перепису населення 2002 року у селі проживали 406 осіб, усі — румуни. Усі жителі села рідною мовою назвали румунську.